# Миллионы Ферфакса (фильм)
«Миллионы Ферфакса» — художественный фильм режиссёра Николая Ильинского, снят по мотивам одноимённой повести Алана Уиннингтона творческим объединением «Время» Киностудии им. А. Довженко в 1980 году.

## Сюжет
Влиятельный бизнесмен, миллионер Энтони Ферфакс, страдает серьёзным заболеванием. Его младший брат Поль, молодой прожигатель жизни, являясь единственным законным наследником, с нетерпением ожидает смерти Энтони. Однако именно его сердце генетически наиболее пригодно для трансплантации. Поль погибает при странных обстоятельствах, как и некий мистер Джексон, который должен играть роль донора.
Доктор Рассел Джонс, лечащий Ферфакса, любовник его молодой жены, получает от Ферфакса ежегодную солидную дотацию на исследовательские работы. Опасаясь, что со смертью Энтони прекратятся выплаты, и желая получить крупную сумму для отъезда за границу, он идёт на обман и сообщает Ферфаксу о практическом завершении своей работы по созданию искусственного сердца.
На след преступников выходит назначенный министерством опытный инспектор Перси Галлет. Организовав слежку за домом и дождавшись появления Джонса, он намеревается арестовать и доктора, и пациента. Однако Ферфакс убивает Джонса, а его люди — Галлета. В вечерних новостях сообщается, что виновником всех убийств является доктор Рассел Джонс, якобы страдавший маниакальным психозом.

## В ролях
- Юозас Будрайтис — Антони Ферфакс, миллионер
- Гражина Байкштите — Мерилин Ферфакс, жена Антони
- Ильмар Таммур — инспектор Перси Галлет
- Александр Мартынов — Рассел Джонс, хирург-трансплантолог
- Хелга Данцберга — Люси Даунтри
- Повилас Гайдис — Тигги Даунтри
- Гедиминас Гирдвайнис — сержант Фицджеральд, помощник инспектора Галлета
- Юрис Стренга — Джордж Бернс
- Галина Логинова — Молли Фиррен, секретарша доктора Джонса
- Ивар Калныньш — Поль Ферфакс, брат Антони
- Владимир Эренберг — Джошуа Уорд
- Милена Тонтегоде — Гули
- Евгений Весник — верховный комиссар полиции
- Владимир Ткаченко — адъютант генерала Коммекса
- Дмитрий Миргородский — полицейский детектив
- Юрий Леонидов — генерал Камминс
- Владимир Талашко — Малькольм Треддик
- Владимир Шакало — Артур Кук
- Паул Буткевич — комиссар полиции
- Лидия Чащина — Эльза Джексон
- Арнис Лицитис — пьяный в переулке
- Галина Ковганич — медсестра
- Юрий Багинян — Треймен, дворецкий Ферфаксов

В эпизодах:
Лев Колесник, Валерий Панарин, Юрий Рудченко, Э. Грейц, Сергей Подгорный

## Съёмочная группа
- Автор сценария и режиссёр-постановщик: Николай Ильинский
- Оператор-постановщик: Валерий Квас
- Композитор: Эдуард Артемьев
- Художник-постановщик: Евгений Стрилецкий
- Звукооператор: Г. Матус
- Режиссёр: Ю. Филин
- Операторы: Б. Берёзко, П. Пастухов
- Инструментальный ансамбль «Мелодия»
  - Дирижёр: Георгий Гаранян
- Художник-декоратор: М. Терещенко
- Художник по костюмам: А. Сапанович
- Художник-гримёр: Е. Кузьменко, Г. Тышлек
- Монтажёр: М. Зорова
- Редактор: Инесса Размашкина
- Комбинированные съёмки:
  - Оператор: В. Симоненко
  - Художник: В. Королёв
- Ассистенты режиссёра: Л. Балакина, Е. Сотникова, Л. Хорошко
- Ассистент оператора: К. Крючков
- Консультанты: Всеволод Овчинников, Геннадий Кнышов
- Административная группа: И. Тараховский, В. Сергиенко, В. Назаренко
- Директор: Алексей Чернышов

## Технические данные
- Обычный формат
- Цветной
- 81 минута
- Снят на плёнке Шосткинского производственного объединения «Свема»